# Mines d'or et d'argent de la Vega de Supia
Les mines d'or et d'argent de la Vega de Supia, ou mines de Marmato, sont situées dans le département du Caldas en Colombie, dans la cordillère occidentale et entre le Río Atrato et le Río Cauca. Enfouies dans la forêt tropicale, elles sont exploitées depuis cinq siècles.

## Histoire
Les colonisateurs espagnols ont pris le contrôle du site minier en 1527 et depuis il est toujours resté en exploitation. Des textes font état de la présence d'esclaves noirs sur le site minier dès 1674. Le géographe Alexander von Humboldt constate lors de son voyage que le site produit jusqu'à 4,7 kg d'or par an et décrit les filons d'argent comme « récemment découverts ». Pendant les guerres d'indépendance, Simón Bolívar s'en sert comme garantie pour obtenir des crédits auprès de banques anglaises. Un quart de siècle après le géographe Alexander von Humboldt, l'ingénieur des mines français Jean-Baptiste Boussingault, ex-conseiller de Simón Bolívar, y accueille 150 mineurs britanniques de la Compagnie de la Vega de Supia. Il est nommé superintendant des Mines d'argent de la Vega de Supia.
En 1829, Henri Bodmer fut chargé, par l'administration des mines de la Colombie, de conduire un autre détachement de mineurs anglais depuis Falmouth jusqu'à la Vega de Supia. En 1830 l'ancienne vice-royauté de Grenade, devenue d'abord république de Colombie, est sous-divisée en trois états, les mines restent sur le territoire de la Colombie.
Les mines sont actuellement situées près de la petite ville de Marmato, classée site historique par le gouvernement colombien en 1982, peuplée d’environ 8 000 habitants, dont plus de 50 % d'afro-colombiens. L’activité minière est la principale source de revenus pour 1 600 familles. En 2005, la compagnie canadienne "Colombian Goldfields" s'est installée sur le site. Le gouvernement a déclaré illégale l’exploitation minière artisanale et interdit la vente de dynamite dans la région.